# Boetovskaja-lijn
De Boetovskaja lijn (lijn 12) is een lichte metrolijn van de Metro van Moskou.
Bij de aanleg kon geen tunnelboormachine worden gebruikt omdat de grond er niet stevig genoeg was.
Op de metrolijn reizen dagelijks 50.600 mensen en de lijn telt 7 stations. De metrolijn is geopend op 27 december 2003 en is 10 kilometer lang.

## Metrostations
| Station                     | Overstappunt                | Foto | Geopend          | Nr. | Opmerkingen |
| --------------------------- | --------------------------- | ---- | ---------------- | --- | ----------- |
| Bitsevski Park              | (Novojasenevskaja)          |      | 27 februari 2014 |     |             |
| Lesoparkovaja               |                             |      | 27 februari 2014 |     |             |
| Oelitsa Starokatsjalovskaja | (Boelvar Dmitrija Donskogo) |      | 27 december 2003 | 191 |             |
| Oelitsa Skobelevskaja       |                             |      | 27 december 2003 | 192 |             |
| Boelvar Admirala Oesjakova  |                             |      | 27 december 2003 | 193 |             |
| Oelitsa Gortsjakova         |                             |      | 27 december 2003 | 194 |             |
| Boeninskaja Alleja          |                             |      | 27 december 2003 | 195 |             |